# Union Sportive de Bitam
O Union Sportive de Bitam é um clube de futebol com sede em Bitam, Gabão. A equipe compete no Campeonato Gabonês de Futebol.

## História
O clube foi fundado em 1947.